# Heterophyllium subpiligerum
Heterophyllium subpiligerum är en bladmossart som beskrevs av Thériot 1941. Heterophyllium subpiligerum ingår i släktet Heterophyllium och familjen Sematophyllaceae. Inga underarter finns listade i Catalogue of Life.